# Hypodistoma deerratum
Hypodistoma deerratum is een zakpijpensoort uit de familie van de Holozoidae. De wetenschappelijke naam van de soort is voor het eerst geldig gepubliceerd in 1895 door Sluiter.